# Viola dactyloides
Viola dactyloides là một loài thực vật có hoa trong họ Hoa tím. Loài này được Schult. miêu tả khoa học đầu tiên năm 1819.